# Jean Cayeux
Pour les articles homonymes, voir Cayeux.
Jean Cayeux, né le 7 avril 1910 à Abbeville (Somme) et mort le 6 décembre 2001 à Paris 15e, est un homme politique français, membre du Mouvement républicain populaire (MRP).

## Biographie
Résistant pendant la Seconde Guerre mondiale, Jean Cayeux fait partie du Comité de Libération du XVe arrondissement de Paris. Il est décoré de la Croix de guerre 1939-1945 ainsi que de la Légion d'honneur.
Il est élu conseiller municipal de Paris en avril 1945 et est conseiller général de la Seine de 1945 à 1947. Figurant en seconde position sur la liste MRP conduite par Francisque Gay,[réf. nécessaire] il devient membre de la Ire puis de la IIe Assemblée nationale constituante en novembre 1945 et juin 1946. Il est élu député en novembre 1946, puis réélu en 1951 et 1956, menant lui-même la liste pour ces deux dernières élections.
Il se montre un parlementaire très actif, s'intéressant particulièrement aux questions touchant la famille, la santé, la protection sociale, le logement.

## Détail des fonctions et des mandats
Mandat parlementaire
- 21 octobre 1945 - 8 décembre 1956 : député de la Seine

## Distinctions
- Croix de guerre 1939-1945
- Chevalier de la Légion d'honneur